# Fred Hetzel
Pour les articles homonymes, voir Hetzel.
 (décembre 2018).
Fred W. Hetzel (né le 21 juillet 1942 à Washington, DC) est un ancien joueur américain professionnel de basket-ball.

## Biographie
Intérieur de 2,06 m issu du Davidson College, il fut sélectionné par les San Francisco Warriors avec le premier choix de la Draft de la NBA 1965. Il joua six saisons en NBA (de 1965 à 1971) avec cinq équipes et inscrivit 4 658 points en carrière.